# Matroids Matheplanet
Matroids Matheplanet ist eine deutschsprachige Internetplattform zum Austausch über Mathematik und angrenzende Gebiete wie Informatik und Physik. Kernstück der Plattform ist ein Diskussionsforum, in dem von angemeldeten Benutzern Fragen zu Themen dieser Bereiche gestellt und beantwortet werden. Außerdem können Benutzer Artikel verfassen, die auf der Startseite erscheinen. Das Angebot ist kostenlos und richtet sich primär an Schüler und Studierende. Daneben ermöglicht die Plattform die Bereitstellung weiterer Inhalte rund um die genannten Themen (u. a. Linksammlungen, Buchbesprechungen, Quizfragen) und bietet auch einen Chat an.

## Entstehung
Matroids Matheplanet (kurz: der Matheplanet) wurde am 17. März 2001 vom Mathematiker Martin Wohlgemuth online gestellt und war damit laut Wohlgemuth die erste deutschsprachige Online-Community zur Mathematik und verwandten Themen. Der Name „Matroid“ steht für einen Begriff aus der Kombinatorik und ist zugleich der Benutzername von Wohlgemuth. Der Matheplanet wurde ursprünglich mit PHP-Nuke entwickelt.
Zur Entstehung schreibt Wohlgemuth auf seinem Benutzerprofil, dass er den Matheplaneten im Jahr 2001 aus dem Wunsch heraus online gestellt habe, wieder in stärkeren Kontakt zur Mathematik zu treten. In dem Artikel „Warum gibt es dieses Board?“ schreibt er weiter, dass er vorher bei zahlreich.de aktiv gewesen sei, einem Hausaufgaben-Board für Mathematik. Mit dem Matheplaneten habe er ein besseres Board schaffen wollen, in dem es weniger hektisch zugehe, die Beiträge redaktionell gepflegt würden, die Mitglieder einen besseren Austausch miteinander hätten und bei dem es eine Linksammlung sowie eine bessere Suchfunktion gäbe.

## Nutzung
Der Matheplanet hat mehr als 43.000 Mitglieder und ist mit über 100 Millionen Seitenaufrufen seit Bestehen eine der größten Online-Communities zur Mathematik in deutscher Sprache (Stand September 2023).
Die aktive Nutzung der unterschiedlichen Bereiche erfordert fast durchgehend eine Mitgliedschaft. Überwiegend wird das Diskussionsforum des Portals benutzt (siehe Abschnitt Forum). Daneben erscheinen regelmäßig redaktionell geprüfte Fachartikel (siehe Abschnitt Artikel) sowie von den Mitgliedern erstellte und bewertete Rezensionen zu Fach- und Sachbüchern. Bisher wurden über 1.800 Artikel und mehr als 700 Rezensionen veröffentlicht. Andere Bereiche wie etwa die Linksammlungen (über 1300 Links) an verschiedenen Stellen werden eher unregelmäßig gepflegt, sind jedoch über die Jahre entsprechend mitgewachsen (Stand Februar 2023).
So eignet sich das Portal neben dem Stellen und Beantworten von Fragen vor allem auch zur Recherche von Sachverhalten aller Art aus den beteiligten Gebieten und wird dementsprechend nicht nur von Mitgliedern, sondern auch von vielen nicht angemeldeten Gästen genutzt.

## Forum
Im Forum können Benutzer Fragen stellen und beantworten. Der Großteil der Fragen stammt von Studierenden der Mathematik, Physik oder Informatik. Es hat sich über die Jahre ein Mitgliederstamm aus regelmäßig aktiven Usern gebildet, die teilweise mehrere tausend Beiträge im Forum verfasst haben und einen wesentlichen Teil zum Beantworten der Fragen beitragen.
Das Forum beinhaltet mehrere Unterforen (u. a. Mathematik, Informatik, Physik), die in unterschiedliche Themenbereiche wie Analysis, Zahlentheorie, Mechanik, Theoretische Informatik, Textsatz mit LaTeX etc. gegliedert sind. Dazu werden Foren zum informellen Austausch geführt, wie z. B. über berufliche Chancen mit mathematischem Hintergrund oder die Mathematikolympiade und andere Mathematikwettbewerbe.
Einige Threads des Matheplanet-Forums wurden in Veröffentlichungen zitiert. Wie bei anderen vergleichbaren Foren werden die Titel der Forenthreads von Suchmaschinen erfasst, sodass auch die Recherche von außerhalb einen nicht unerheblichen Teil der Nutzung des Forums ausmacht. Dies war dementsprechend auch von Anfang an eine der Zielsetzungen der Plattform.
Die Nutzung des Forums erreichte 2007 mit durchschnittlich über 60 neuen Threads pro Tag ihren Höhepunkt. Inzwischen (Stand Februar 2023) ist diese Zahl auf unter 20 gesunken.

## Artikel
Benutzer des Matheplaneten können Artikel verfassen, die auf der Startseite veröffentlicht werden. In der Regel handelt es sich um leicht verständliche Ausarbeitungen verschiedener Themen aus der Mathematik, Informatik oder Physik. Forschungsarbeiten erscheinen ebenfalls, aber eher selten. In der Regel erscheinen mehrere Artikel pro Monat.
Artikel können vor der Veröffentlichung an andere Benutzer freigegeben und gemeinschaftlich bearbeitet werden. Jeder Artikel wird vor der Veröffentlichung inhaltlich geprüft. Unter den Artikeln kann auch kommentiert und diskutiert werden. Einige Artikel des Matheplaneten wurden in Veröffentlichungen zitiert.

## Formelsatz
Auf dem Matheplanet sind drei Formelsysteme verfügbar:
- fedgeo Optimath (eigens von Wohlgemuth entwickelter Formeleditor)
- LaTeX
- MathJax

## Veröffentlichungen
Es sind zwei Bücher erschienen mit besonders beliebten Artikeln (in überarbeiteter Form) verschiedener Autoren des Matheplaneten, Mathematisch für Anfänger und Mathematisch für fortgeschrittene Anfänger.
Der Artikel Der Residuensatz – Der Satz des Jahres 2011 wurde von der mathematischen Fachzeitschrift Die Wurzel abgedruckt.
Das Buch Einführung in die Kategorientheorie ist aus dem Artikel Vergissfunktoren sollten nicht vergessen werden entstanden, nachdem ein Lektor des Springer-Verlages darunter kommentiert hat.